# Coby Karl
Coby Joseph Karl (Great Falls, 8 giugno 1983) è un allenatore di pallacanestro ed ex cestista statunitense, professionista in Spagna, NBA, D-League e Italia.

## Carriera
Gioca nel ruolo di guardia tiratrice. Si dichiarò eleggibile per il draft NBA del 2007 ma non venne scelto. Giocò poi la stagione nei Los Angeles Lakers.
È il figlio di George Karl, allenatore NBA. Ha giocato con l'Olimpia Milano i play-off 2011. A fine settembre del 2011 firma un contratto con la Sutor Montegranaro.
Ritiratosi dal basket giocato, nel 2016-17 diventa head coach dei D-Fenders, development team dei Lakers nella D-League.

## Statistiche

### College
| Anno      | Squadra           | PG  | PT  | MP   | TC%  | 3P%  | TL%  | RP  | AP  | PRP | SP  | PP   |
| --------- | ----------------- | --- | --- | ---- | ---- | ---- | ---- | --- | --- | --- | --- | ---- |
| 2003-2004 | Boise St. Broncos | 33  | 17  | 20,9 | 40,4 | 34,3 | 77,1 | 3,2 | 1,1 | 0,7 | 0,5 | 9,4  |
| 2004-2005 | Boise St. Broncos | 34  | 34  | 32,1 | 40,8 | 37,0 | 74,3 | 3,7 | 3,8 | 1,1 | 0,4 | 12,7 |
| 2005-2006 | Boise St. Broncos | 29  | 29  | 33,6 | 42,7 | 39,5 | 79,6 | 5,1 | 4,0 | 1,0 | 0,5 | 17,2 |
| 2006-2007 | Boise St. Broncos | 31  | 31  | 32,5 | 40,8 | 37,0 | 83,5 | 4,1 | 4,0 | 0,8 | 0,6 | 14,8 |
| Carriera  | Carriera          | 127 | 111 | 29,7 | 41,3 | 37,1 | 78,7 | 4,0 | 3,2 | 0,9 | 0,5 | 13,4 |

### NBA

#### Regular Season
| Anno      | Squadra             | PG | PT | MP   | TC%  | 3P%  | TL%  | RP  | AP  | PRP | SP  | PP  |
| --------- | ------------------- | -- | -- | ---- | ---- | ---- | ---- | --- | --- | --- | --- | --- |
| 2007-2008 | L.A. Lakers         | 17 | 0  | 4,2  | 34,6 | 30,8 | 80,0 | 0,8 | 0,5 | 0,2 | 0,1 | 1,8 |
| 2009-2010 | Cleveland Cavaliers | 3  | 0  | 1,7  | -    | -    | -    | 0,7 | 0,0 | 0,0 | 0,0 | 0,0 |
| 2009-2010 | G.S. Warriors       | 4  | 1  | 27,0 | 34,4 | 18,2 | 66,7 | 4,0 | 3,8 | 0,8 | 0,3 | 7,0 |
| Carriera  | Carriera            | 24 | 1  | 7,7  | 34,5 | 25,0 | 75,0 | 1,3 | 1,0 | 0,3 | 0,1 | 2,4 |

#### Playoffs
| Anno     | Squadra     | PG | PT | MP  | TC% | 3P% | TL% | RP  | AP  | PRP | SP  | PP  |
| -------- | ----------- | -- | -- | --- | --- | --- | --- | --- | --- | --- | --- | --- |
| 2008     | L.A. Lakers | 1  | 0  | 2,0 | -   | -   | -   | 0,0 | 1,0 | 0,0 | 0,0 | 0,0 |
| Carriera | Carriera    | 1  | 0  | 2,0 | -   | -   | -   | 0,0 | 1,0 | 0,0 | 0,0 | 0,0 |